# Iglesia católica en Kosovo

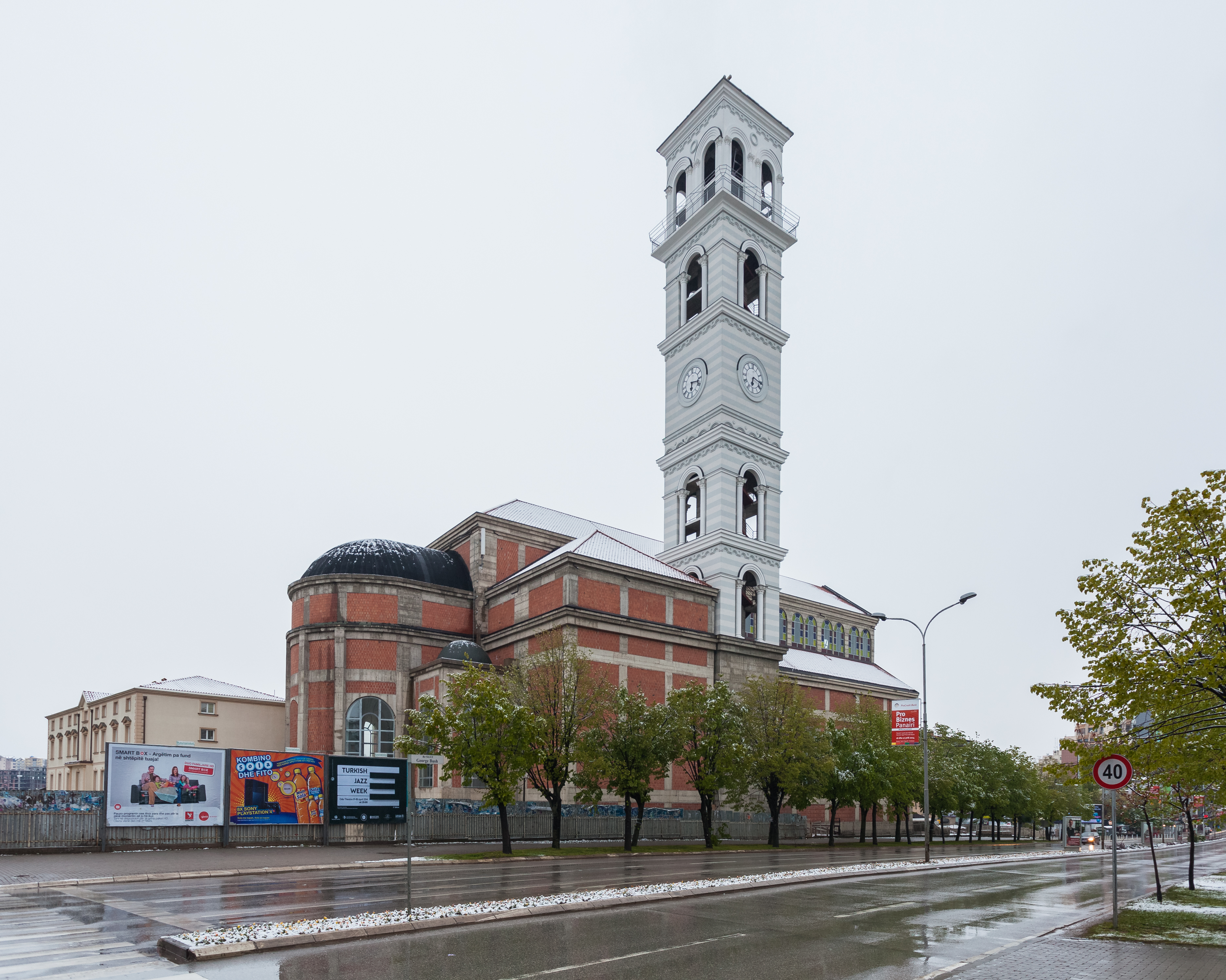
Catedral de la Madre Teresa, Pristina, Kosovo

La Iglesia Católica tiene una población en Kosovo de aproximadamente 65.000 personas en una región de unos 2 millones de habitantes. Otros 60.000 católicos kosovares están fuera de la región, principalmente por motivos de trabajo. Son principalmente de etnia albanesa, con algunos croatas.
La diócesis de Prizren-Pristina (hasta el 5 de septiembre de 2018, una Administración Apostólica de Prizren) es la circunscripción eclesiástica de la Iglesia Católica en Kosovo. Tiene su centro en la ciudad de Prizren. Obispo Dodë Gjergji ejerce como obispo diocesano a 2019. 
A 2019, la Santa Sede no reconoce Kosovo como Estado soberano (véase también Reacción de la Santa Sede a la declaración de independencia de Kosovo de 2008).

## Nuncio del Papa
Arzobispo Juliusz Janusz, de 66 años, originalmente sacerdote de la arquidiócesis de Cracovia, Polonia, es el Nuncio Apostólico en Eslovenia y el Delegado Apostólico en Kosovo; había servido anteriormente como Nuncio Apostólico en Hungría y antes como Nuncio Apostólico en Mozambique y Ruanda. Fue delegado desde el 10 de febrero de 2011 hasta el 21 de septiembre de 2018.
Arzobispo titular de Sulci Jean-Marie Speich es Nuncio Apostólico en Eslovenia y Delegado Apostólico en Kosovo desde el 19 de marzo de 2019.

## Historia

### Edad Media
Tras el Gran Cisma entre la Oriente y la Occidente, los albaneses que tenían vínculos con la iglesia romana comenzaron a convertirse al catolicismo. Los albaneses del norte comenzaron a convertirse al catolicismo en masa durante los siglos XII y XIII, incluidos los albaneses que vivían en Kosovo. A finales del siglo XII, Kosovo fue conquistado en su totalidad por Stefan Nemanja, introduciendo así la Ortodoxia Serbia a los valacos locales, los búlgaros y los albaneses católicos. Los albaneses en Kosovo son reportados por Stefan Uroš I, así como los topónimos albaneses en el Valle de Drenica y Planos de Dukagjin (1246-1255), así como en Rugovo (1292). Most of these Albanians were Roman catholic.
Cuando Stefan Dečanski fundó el monasterio de Visoki Dečani en 1327, se refirió a "aldeas y katuns de valacos y albaneses" en la zona de White Drin. El rey Stefan Dečanski concedió al monasterio de Visoki Dečani tierras de pastoreo junto con los katunes católicos valacos y albaneses de los alrededores de los ríos Drin y Lim, que debían transportar sal y proporcionar mano de obra a los siervos del monasterio. Un crismón del zar serbio Stefan Dušan que fue entregado al monasterio de San Mihail y Gavril en Prizren entre los años 1348-1353 constata la presencia de albaneses católicos en las llanuras de Dukagjin, los alrededores de Prizren y en los pueblos de Drenica. En 1348 se mencionan un total de 9 aldeas albanesas en el vecino de Prizren. Las comunidades católicas albanesas vivían en Novo Brdo y Janjevo junto a Mineros sajones y Comerciantes ragusanos. Los documentos de Ragusan de principios del siglo XIV mencionan a 150 jefes de hogar albaneses católicos que viven en Novo Brdo con sus familias. También mencionan comunidades albanesas en Trepça y Prizren. También se menciona la presencia albanesa en la Pristina de los siglos XIV y XV.
Papa Juan XXII trató de poner a los albaneses católicos en contra de la Albania de la Edad Media, pero no lo consiguió. En 1332, un sacerdote dominico anónimo pidió ayuda para liberar a los "latinos y albaneses católicos que detestan el dominio eslavo" del Reino de Rascia(Serbia). Bajo el gobierno del zar Stefan Dušan los albaneses católicos fueron perseguidos y convertidos por la fuerza a la ortodoxia serbia, por lo que se les cambió el nombre por el de ortodoxos eslavos. Tras la batalla de Kosovo en 1389, el dominio serbio en Kosovo comenzó a debilitarse y el Islam otomano se introdujo en Kosovo, construyéndose las primeras mezquitas en Pristina, Vučitrn y Prizren. En 1455, Kosovo fue conquistado totalmente por los otomanos, y Novo Brdo cayó el 27 de junio de 1441, Prizren en 21 de junio de 1455 and Zvečan in 1455, thus ending 157 years of Serbian rule in Kosovo.

### Guerra de Kosovo (1997-1999)
Durante la Guerra de Kosovo, se produjeron actos de vandalismo en las iglesias católicas albanesas de Kosovo. La Iglesia católica de San Antonio situada en Gjakovë sufrió importantes daños por parte de los soldados serbios yugoslavos. En Pristina, los oficiales serbios yugoslavos expulsaron a las monjas y a un sacerdote de la iglesia católica de San Antonio e instalaron radar aéreo en el campanario..

## Época moderna
El 26 de noviembre de 2019, un terremoto sacudió Albania. La Iglesia católica de Kosovo celebró una misa el 1 de diciembre en todo el país y recogió donaciones caritativas de los feligreses para las víctimas del terremoto y sus familias.
Una de las iglesias católicas más antiguas de Kosovo es la de Vinarc, en Mitrovica.